# Tramlijn 25 (Brussel)
De Brusselse premetro- en tramlijn 25 uitgebaat door de MIVB verbindt het metrostation Rogier (Brussel-stad/Sint-Joost-ten-Node) met het lokale station Boondaal (Elsene).
De lijn is in april 2007 gecreëerd en vervangt grotendeels de opgeheven tramlijn 90.

## Bijzonderheden
In de plannen voor de Brusselse metro van 1969 was een snelle tramlijn 5 voorzien die het Noordstation met het Zuidstation zou verbinden en hierbij grotendeels het traject van de grote ring zou volgen via het oosten van de stad. Een deel van deze lijn is daadwerkelijk gebouwd en wordt tussen Diamant en Boileau als premetro geëxploiteerd door trams 7 en 25. Het ondergrondse deel was echter voorzien om te eindigen ten westen van het Meiserplein. Bij de bouw van station Diamant werd er rekening gehouden met deze verlenging. In 2013 werd beslist deze verlenging ook effectief aan te leggen. In de ambitieuze metroplannen uit 1975 was deze "Grote Ring" voorzien als een echte metrolijn.
Zoals vermeld heeft deze tramlijn grotendeels de oude tramlijn 90 vervangen, op het traject Rogier-Buyl. Op het traject Buyl-Boondaal vervangt deze lijn de 24, die omgelegd werd naar Vanderkindere. Bijkomend is dat tram 25 met veel hogere frequenties ging rijden dan de 24 voorheen, wat ook het verdwijnen van tramlijn 93 moet opvangen. Door werkzaamheden in de eindhalte Rogier reed deze lijn in de loop van 2007 en 2008 verder tot het zuidstation onder het nummer van tramlijn 56.

## Traject
De tramlijn 25 uitgebaat door de MIVB begint aan Boondaal station, waar ze tramlijn 8 versterkt. De trams rijden verder op de Derbylaan, steken het Marie-Joséplein over, en vervolgen op de Waaglaan. Ze serveren het Solbossquare, de ULB, daarna op de Adolphe Buyllaan, ze splitst zich af van lijn 8 en versterkt tramlijn 7 vanaf Buyl. De 25 serveert dan Etterbeek Station, berijdt dan de boulevard Général Jacques, bedient de VUB, Arsenaal, Het station Pétillon waar ze de verbinding maakt met metrolijn 5. De trams duiken in de tunnels van de premetro van de as van de Grote Ring naar de stations Boileau, Montgomery waar ze de verbinding maakt met metrolijn 1, Georges Henri en Diamant serveert ze nog voor ze bij het station Meiser terug naar boven duikt en waar ze zich afsplitst van lijn 7. De 25 serveert vervolgens Meiser en ze komt samen met lijn 62 waar ze samen het Weldoenersplein serveren, samen volgen ze de Rogierlaan en de Rogierstraat en komen uit op de Paleizenstraat. De trams komen samen met tramlijn 93 aan Lefrancq en ook tramlijn 55, samen rijden ze door de Koninginnelaan om het Liedtsplein te serveren. Daarna rijden ze samen in de richting van de tramhalte Thomas vanwaar ze zich afsplitst van tramlijn 62 en zich toevoegt aan tramlijn 3 waar ze samen de noord-zuidas serveren. Ze serveren het Noordstation tot aan Rogier, op niveau -2 komen ze aan waar ze een directe verbinding bieden met metrolijnen 2 en 6.

## Materieel
Deze tramlijn wordt door lagevloertrams van het type T3000 bediend.

## Kleur
De kenkleur van deze lijn is donkerpaars.
Boondaal Station · 
Brazilië · 
Marie-José · 
Solbos · 
ULB · 
Johanna · 
Buyl · 
Roffiaen · 
Etterbeek Station · 
VUB · 
Arsenaal · 
Pétillon · 
Boileau · 
Montgomery · 
Georges Henri · 
Diamant · 
Meiser · 
Vaderland · 
Weldoeners · 
Wijnheuvelen · 
Robiano · 
Lefrancq · 
Liedts · 
Thomas · 
Noordstation · 
Rogier
Stations: Diamant · Georges Henri · Montgomery · Boileau      

Lijnen:     
Stations: Noordstation · Rogier · De Brouckère · Beurs - Grote Markt · Anneessens-Fontainas · Lemonnier · Zuidstation · Hallepoort · Sint-Gillisvoorplein · Horta · Albert

Projecten: Toots Thielemans 

Lijnen:         